# Alan McManus
Alan McManus (Glasgow, 21 gennaio 1971) è un giocatore di snooker scozzese.

## Biografia
Considerato uno dei migliori giocatori degli anni 1990, Alan McManus è riuscito, vincendo il Masters 1994, ad interrompere una striscia di 23 partite vinte consecutivamente dal connazionale Stephen Hendry in questo torneo. Il successo di McManus ha suscitato ancora più clamore dato che Hendry aveva vinto 5 Masters su 5 disputati fino a quel momento.
Quando non gioca, è spesso presente in cabina di commento per la versione inglese di Eurosport e per ITV.

## Carriera

### Stagione 1990-1991
Lo scozzese dimostra di saperci fare già durante la prima stagione (1990-1991), raggiungendo le semifinali allo UK Championship, dove viene sconfitto da Stephen Hendry poi vincitore del torneo, e riuscendo subito a vincere il Benson & Hedges Championship.

### Stagione 1991-1992
Nella stagione successiva, McManus arriva in semifinale al Campionato mondiale dove viene battuto per 16-7 da Jimmy White. In questa annata ha raggiunto le semifinali anche al Grand Prix e ha perso la finale dell'Asian Open contro Steve Davis.

### Stagione 1992-1993
Nella stagione 1992-1993 McManus arriva in semifinale in tutti e tre i tornei della Tripla Corona, dove viene sconfitto in ogni occasione dal giocatore che sarebbe andato a vincere il torneo (Jimmy White nello UK Championship e da Stephen Hendry nel Masters e nel Mondiale). In questa annata perde anche le finali del Welsh Open, della European League e dell'Irish Masters.

### Stagione 1993-1994
Ad inizio stagione lo scozzese perde la finale allo Scottish Masters, dove viene battuto da Ken Doherty per 10-9 al frame decisivo. Successivamente McManus raggiunge le semifinali alla European League, al Dubai Classic, al Thailand Open e all'International Open. In questa annata arriva e perde le finali dell'Irish Masters e del Welsh Open, ma il risultato sicuramente più importante è la vittoria al Masters ai danni di Stephen Hendry per 9-8.

### Stagione 1994-1995
Nell'ottobre 1994 McManus vince il Dubai Classic contro Peter Ebdon in finale, dopo aver battuto ancora Hendry in semifinale. In questa stagione riesce a raggiungere anche la finale nel Top Rank Classic e una semifinale nella Charity Challenge, dove Stephen Hendry torna a battere McManus in semifinale.

### Stagione 1995-1996
Nel 1995-1996 McManus vince un altro torneo thailandese: questa volta si tratta del Thailand Open vinto contro Doherty con il punteggio di 9-8. Conquista anche tre piazzamenti in semifinale (Grand Prix, German Open e Masters).

### Stagione 1996-1997
Nella stagione 1996-1997 McManus arriva in finale allo Scottish Masters, raggiunge le semifinali allo UK Championship, all'Asian Classic e alla Charity Challenge. Tra ottobre e novembre McManus vince la World Cup insieme ai connazionali Stephen Hendry e John Higgins nel famoso "Dream Team", dato che i tre erano dominatori di quel periodo nello snooker.

### 1997-2002
Tra il 1997 e il 2002 McManus conquista ancora qualche buon piazzamento in semifinale, ma perde ogni finale che gioca fatta eccezione per la Nations Cup 2001 vinta insieme ad Hendry e Higgins.

### 2002-2016
All'inizio della stagione 2002-2003, McManus torna dopo 3 anni in finale in un torneo Ranking, ma perde contro Chris Small alla LG Cup. Negli anni successivi lo scozzese non riuscì più a tornare ai vertici come in passato, perdendo numerose posizioni in classifica. Tra il 2007 e il 2012 mancò sempre la qualificazione al Campionato mondiale, tornando al Crucible nel 2013 dove perde al primo turno contro Ding Junhui.

### 2016-
McManus ebbe un cammino clamoroso nel Campionato mondiale 2016, dove riuscì a ritrovare il suo gioco migliore: al primo turno batté il connazionale Stephen Maguire per 10-7, poi trionfò contro Ali Carter per 13-11 e, con il medesimo risultato, vinse contro John Higgins rimontando dal 9-11 per l'avversario, tornando in semifinale in questo torneo dopo 23 anni (1993). La sua corsa si fermò poi contro Ding Junhui che lo sconfisse 17-11.

## Ranking
| Stagione  | Ranking iniziale | Ranking finale |
| --------- | ---------------- | -------------- |
| 1990-1991 | Non classificato | 41             |
| 1991-1992 | 41               | 13             |
| 1992-1993 | 13               | 6              |
| 1993-1994 | 6                | 6              |
| 1994-1995 | 6                | 6              |
| 1995-1996 | 6                | 6              |
| 1996-1997 | 6                | 10             |
| 1997-1998 | 10               | 8              |
| 1998-1999 | 8                | 8              |
| 1999-2000 | 8                | 8              |
| 2000-2001 | 8                | 12             |
| 2001-2002 | 12               | 15             |
| 2002-2003 | 15               | 10             |
| 2003-2004 | 10               | 10             |
| 2004-2005 | 10               | 12             |
| 2005-2006 | 12               | 19             |
| 2006-2007 | 19               | 38             |
| 2007-2008 | 38               | 37             |
| 2008-2009 | 37               | 41             |
| 2009-2010 | 41               | 46             |
| 2010-2011 | 46               | 51             |
| 2011-2012 | 51               | 52             |
| 2012-2013 | 52               | 49             |
| 2013-2014 | 49               | 27             |
| 2014-2015 | 29               | 23             |
| 2015-2016 | 23               | 20             |
| 2016-2017 | 20               | 29             |
| 2017-2018 | 29               | 64             |
| 2018-2019 | 64               | 50             |
| 2019-2020 | 50               | 48             |
| 2020-2021 | 48               |                |

## Tornei vinti

### Titoli Non-Ranking: 2
| Titoli Ranking | Titoli Ranking | Titoli Ranking | Titoli Ranking |
| -------------- | -------------- | -------------- | -------------- |
| Competizione   | Anno           | Avversario     | Note           |
| Dubai Classic  | 1994           | Peter Ebdon    | [ 30 ]         |
| Thailand Open  | 1996           | Ken Doherty    | [ 31 ]         |

| Titoli Non-Ranking           | Titoli Non-Ranking | Titoli Non-Ranking | Titoli Non-Ranking |
| ---------------------------- | ------------------ | ------------------ | ------------------ |
| Competizione                 | Anno               | Avversario         | Note               |
| The Masters                  | 1994               | Stephen Hendry     | [ 2 ]              |
| Benson & Hedges Championship | 1990               | James Wattana      | [ 4 ]              |

| In squadra   | In squadra                         | In squadra | In squadra |
| ------------ | ---------------------------------- | ---------- | ---------- |
| Competizione | Anno/Compagno                      | Avversario | Note       |
| World Cup    | 1996/ Stephen Hendry, John Higgins | Irlanda    | [ 21 ]     |
| Nations Cup  | 2001/ John Higgins, Stephen Hendry | Irlanda    | [ 22 ]     |

## Finali perse

### Titoli Non-Ranking: 8
| Titoli Ranking   | Titoli Ranking | Titoli Ranking            | Titoli Ranking |
| ---------------- | -------------- | ------------------------- | -------------- |
| Competizione     | Anno           | Avversario                | Note           |
| Asian Open       | 1992           | Steve Davis               | [ 9 ]          |
| Welsh Open       | 1993 - 1994    | Ken Doherty - Steve Davis | [ 15 ] [ 32 ]  |
| Irish Open       | 1998           | Mark Williams             | [ 33 ]         |
| Thailand Masters | 1999           | Mark Williams             | [ 34 ]         |
| LG Cup           | 2002           | Chris Small               | [ 23 ]         |

| Titoli Non-Ranking     | Titoli Non-Ranking | Titoli Non-Ranking                     | Titoli Non-Ranking   |
| ---------------------- | ------------------ | -------------------------------------- | -------------------- |
| Competizione           | Anno               | Avversario                             | Note                 |
| European League        | 1993               | Jimmy White                            | [ 16 ]               |
| Irish Masters          | 1993 - 1994        | Steve Davis - Steve Davis              | [ 14 ] [ 35 ]        |
| Scottish Masters       | 1993 - 1996 - 1997 | Ken Doherty - Peter Ebdon - Nigel Bond | [ 17 ] [ 36 ] [ 37 ] |
| Top Rank Classic       | 1994               | Stephen Hendry                         | [ 38 ]               |
| Pro Challenge Series 1 | 2009               | Stephen Maguire                        | [ 39 ]               |

| In squadra   | In squadra                                      | In squadra | In squadra |
| ------------ | ----------------------------------------------- | ---------- | ---------- |
| Competizione | Anno/Avversario                                 | Avversario | Note       |
| Nations Cup  | 1999/ Stephen Hendry, John Higgins, Chris Small | Galles     | [ 40 ]     |

- Benson & Hedges Championship: 1 (1992)